# Zbyňov
Zbyňov este o comună slovacă, aflată în districtul Žilina din regiunea Žilina, pe malul râului Rajčanka⁠(d). Localitatea se află la altitudinea de 450 m deasupra n.m., se întinde pe o suprafață de 7,05 km2 și în 2017 număra 872 de locuitori.

## Istoric
Localitatea Zbyňov este atestată documentar din 1407.

## Demografie
| An:                | 1994 | 2004   | 2014   | 2024   |
| ------------------ | ---- | ------ | ------ | ------ |
| Număr de persoane: | 807  | 853    | 835    | 899    |
| Diferență:         |      | +5,70% | −2,11% | +7,66% |

| An:                | 2023 | 2024   |
| ------------------ | ---- | ------ |
| Număr de persoane: | 883  | 899    |
| Diferență:         |      | +1,81% |